# Francis Cotes
Francis Cotes (né à Londres le 20 mai 1726 et mort le 16 juillet 1770) est un peintre anglais. Il est l'un des premiers pastellistes anglais et l'un des membres fondateurs de la Royal Academy en 1768.

## Biographie
Né à Londres, il est le fils aîné de Robert Cotes, apothicaire. Son frère cadet, Francis (Samuel Cotes) (1734-1818), est lui aussi peintre, spécialisé dans les miniatures.
Il se forme avec le portraitiste George Knapton (1698-1778) avant de créer sa propre entreprise dans les locaux de son père, à Cork Street à Londres. Il étudie la chimie pour élaborer ses pastels.
En 1763, il achète une grande maison (occupée plus tard par George Romney) à Cavendish Square.
Il est un des portraitistes les plus en vogue de son époque, et aide à fonder la Society of Artists of Great Britain. Il en devint le directeur en 1765. Il enseigne les techniques du pastel à  John Russell, qui a décrit ces techniques dans son livre «Les éléments de la peinture avec du crayon».
Au sommet de sa gloire, il est invité à devenir l'un des premiers membres de Académie royale, mais décède à peine deux ans plus tard, à Richmond, à l'âge de 44 ans.

## Œuvre

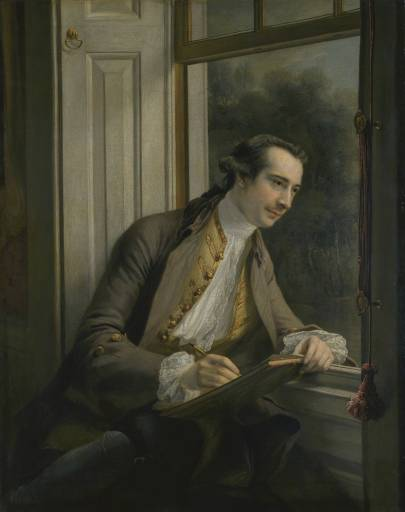
Portrait de Paul Sandby par Francis Cotes (1761)

Admirateur des dessins au pastel de Rosalba Carriera, il a beaucoup travaillé au pastel et au crayon. Certaines de ses œuvres sont connues par des gravures.
Après avoir atteint les limites de la technique du crayon, bien qu'il ne l'ait jamais complètement abandonné, il s'est tourné vers la peinture à l'huile pour développer son style dans des œuvres à plus grande échelle.
Il a également peint  Le jeune joueur de cricket .
Après 1746, les costumes de ses tableaux ont été exécutés pour la plupart par le peintre spécialisé dans les draperies Peter Toms.
Dans ses peintures les plus réussies, en particulier celles du début des années 1760, la peinture à l'huile est légèrement appliquée, à l'instar de sa technique du pastel, et empreinte de charme, invitant à une comparaison avec Allan Ramsay (1713–17). 1784) et Joshua Reynolds.